# Satureja kallarica
Satureja kallarica là một loài thực vật có hoa trong họ Hoa môi. Loài này được Jamzad miêu tả khoa học đầu tiên năm 1992.